# Henning Pleijel
Henning Bernhard Mathias Pleijel, född 5 juli 1873 i Vimmerby, död 20 januari 1962, var en svensk fysiker, rektor för Kungliga Tekniska högskolan (KTH) i Stockholm 1922-1927. 
Henning Pleijel var son till gymnastikdirektören och underlöjtnanten Anders Wilhelm Pleijel och Laura Emilia Rosin. Han tillhörde Smålandssläkten Pleijel och var kusin till teologen Hilding Pleijel. 
Pleijel påbörjade universitetsstudier 1891, blev filosofie licentiat vid Uppsala universitet 1904, filosofie doktor 1906 och docent i mekanik och matematisk fysik i Uppsala samma år. Pleijel tog anställning i Telegrafverket 1892, tjänstgjorde som lärare vid Telegrafverkets undervisningsanstalt 1896-1909 och som föreståndare för dess provningsanstalt 1900-1913, utnämndes till professor hos Kungliga telegrafstyrelsen 1913. Under sin tid vid Telegrafverket var han bland annat verkets sjökabelexpert.
1914 blev Pleijel professor i teoretisk elektroteknik vid KTH. Han blev KTH:s prorektor 1921 och rektor 1922-1927. Han stannade som professor vid KTH till 1934.
Pleijel var ledamot av järnvägselektrifieringskommittéerna av 1908, 1914 och 1920, blev ordförande i starkström-svagström-kommittén 1921 och bedrev som Telegrafstyrelsens sakkunnige förhandlingar och studier angående en svensk radiostation för Amerikatrafiken dels i England och Amerika 1921, dels i Tyskland 1922. Pleijel blev 1919 ledamot av Kungliga Ingenjörsvetenskapsakademien (IVA), 1923 IVA:s vice preses och 1 juni samma år IVA:s preses. Han blev även ledamot av Kungliga Vetenskapsakademien (KVA) 1922 och Fysiografiska sällskapet i Lund samma år. År 1933 blev han KVA:s sekreterare, efter Henrik Söderbaums bortgång, och stannade på posten till 1943, då Arne Westgren efterträdde honom. Pleijel publicerade många uppsatser om matematiska, fysiska och elektrotekniska frågeställningar. 
Pleijel blev teknologie hedersdoktor vid KTH 1944.
Sjökabelfartyget C/S Pleijel, som ägs och drivs av det Kalmar-baserade företaget Baltic Offshore, är uppkallat efter Henning Pleijel.
Han gifte sig 1907 med  Eva Bergenström (1877–1957), dotter till bruksförvaltaren Carl Bergenström och Caroline Brandtberg. Han var far till matematikern Åke Pleijel och farfar till författaren och kulturjournalisten Agneta Pleijel samt svärfar till Konstantin Dahr.